# Rüdiger Kunze
Rüdiger Kunze (n. 2 septembrie 1949, Bautzen, Saxonia, Germania) este un canotor ce a reprezentat Republica Democrată Germană, medaliat olimpic. A participat la o ediție a Jocurilor Olimpice (1976) în care a câștigat o medalie de argint.

## Participări
Lista de mai jos prezintă principalele competiții la care a participat Rüdiger Kunze de-a lungul carierei.
- rowing at the 1976 Summer Olympics – men's coxed four[*][4]